# Espadanal da Azambuja (przystanek kolejowy)
Espadanal da Azambuja (port: Apeadeiro de Espadanal da Azambuja) – przystanek kolejowy w Azambuja, w regionie Lizbona, w Portugalii. Jest obsługiwany wyłącznie przez pociągi podmiejskie CP Urbanos de Lisboa, przez Linha da Azambuja.

## Historia
Odcinek między Carregado i Virtudes został otwarty w dniu 31 lipca 1857. W tym samym czasie otwarto stację kolejową.

## Linie kolejowe
- Linha do Norte